# Somatina aequidiscata
Somatina aequidiscata är en fjärilsart som beskrevs av Louis Beethoven Prout 1938. Somatina aequidiscata ingår i släktet Somatina och familjen mätare. Inga underarter finns listade i Catalogue of Life.